# عبد الوهاب محمود
عبد الوهاب محمود هو سياسي عراقي ولد في البصرة  عام 1909 وتوفي في 14 كانون الثاني 1972. وكان ذا توجه يساري وكذلك له ميول ماركسية.
تلقى تعليمه في البصرة وبغداد، وتخرج من كلية الحقوق (في بغداد أو إسطنبول) سنة 1932.
انتخب عبد الوهاب محمود عضوا في مجلس النواب للدورة الانتخابية الثامنة 23 كانون الأول 1937-22 شباط 1939. وفي 20 كانون الأول 1938، اعتقل ووضع تحت الإقامة الجبرية في قضاء تلعفر بلواء الموصل لمدة سنتين بسبب اتهامه بإثارة العشائر في الديوانية، وقد أطلق سراحه بعد إزاحة جميل المدفعي.
كما كان عضوا في مجلس النواب للدورة التاسعة (12 حزيران 1939 - 9 حزيران 1943) وعضو مجلس النواب للدورة الانتخابية العاشرة (9 تشرين الأول 1943-21 مايس 1946).
شغل منصب وزير المالية في وزارة توفيق السويدي الثانية عام 1946. كما كان نائبا في مجلس النواب العراقي ونقيبا للمحامين وسفيرا للعراق في موسكو.
كان عضوا في حزب الأحرار بزعامة توفيق السويدي والذي تأسس سنة 1946 وكان سعد صالح جريو نائبا لرئيس الحزب، واستمرت عضويته من سنة 1946 ولغاية 1948 حين أنهى الحزب نشاطه.
في عام 1950، وقع عبد الوهاب محمود على نداء ستكهولم للسلام.
انتخب نقيبا للمحامين وكان تسلسله من بين نقباء المحامين العاشر وكان ذلك خلال الدورة 1950-1951 وأعيد انتخابه مرة ثانية لدورة 1951-1952 ولدورة ثالثة 1952-1953. وخلال توليه ازدهرت نقابة المحامين وتوسعت غرف المحامين وصار للمحامين غرفا مماثلة في بناية المحاكم في بعض المدن العراقية. وفي سنة 1958، انتخب مرة أخرى نقيبا للمحامين.
كان له دور أساسي في اضطرابات في عام 1952 (أي انتفاضة عام 1952)، ونتيجة لذلك احتجز لمدة ستة أسابيع. كما كان ناشطا خلال الانتخابات التي جرت في حزيران عام 1954 ولكنه إنسحب من السياسة وبعد تشكيل حكومة نوري السعيد ووجه اهتماماته نحو بناء نفسه ماليا.
عين سنة 1959 سفيرا للعراق في موسكو وبقي حتى سنة 1962.
انتخب نقيبا للمحامين مرة أخيرة من عام 1968 لغاية 1971.

## عائلته
تزوج من السيدة راقية وهي تركية كانت تتقن اللغة الفرنسية لهذا قامت بتدريسها في إحدى المدارس ببغداد.
له ابنة وحيدة اسمها «بوران» كانت متزوجة من أسامة بن تحسين قدري مرافق الملك فيصل الأول.